# Kalakshetra Foundation

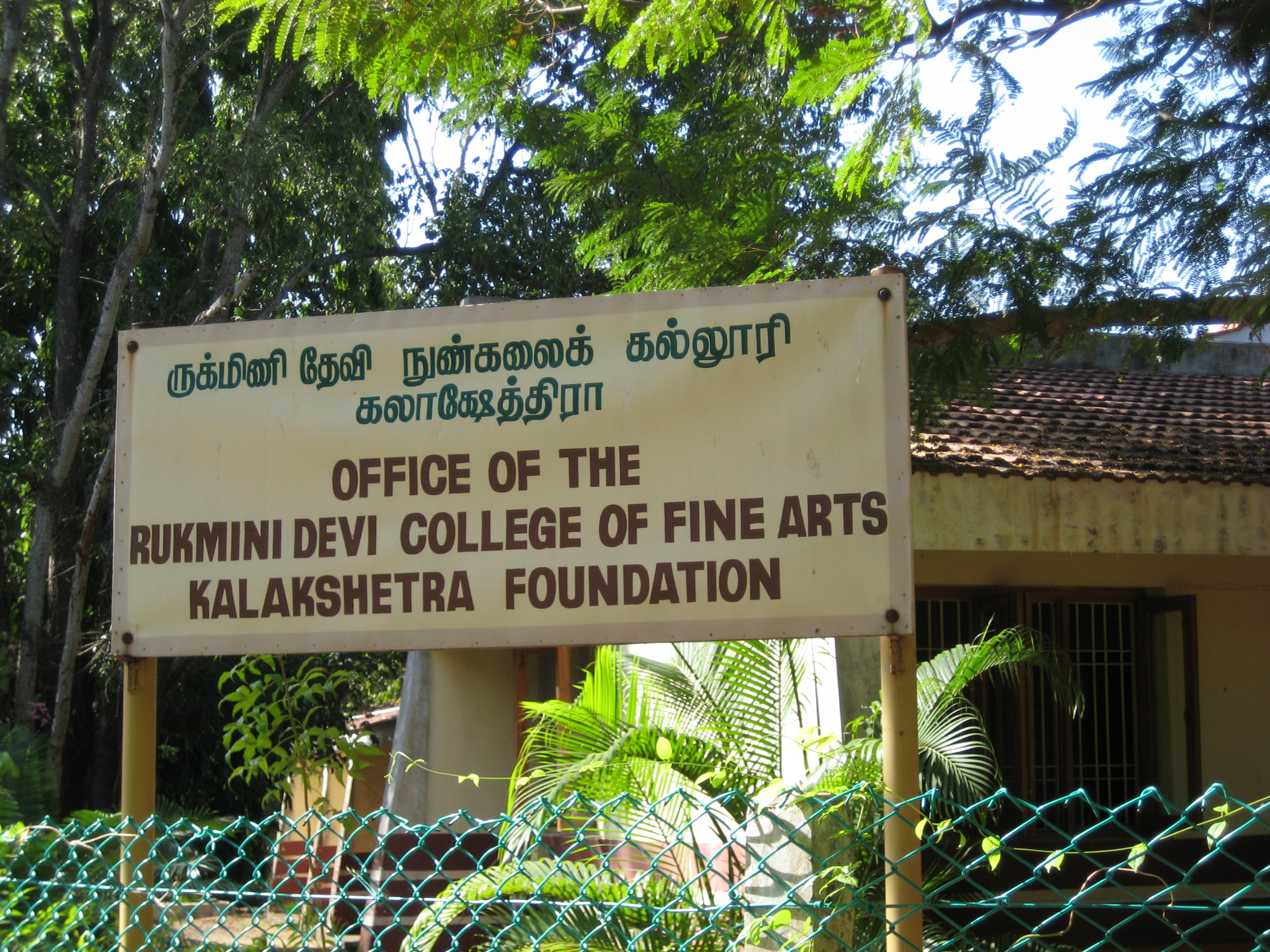
Auf dem Campus der Kalakshetra Foundation

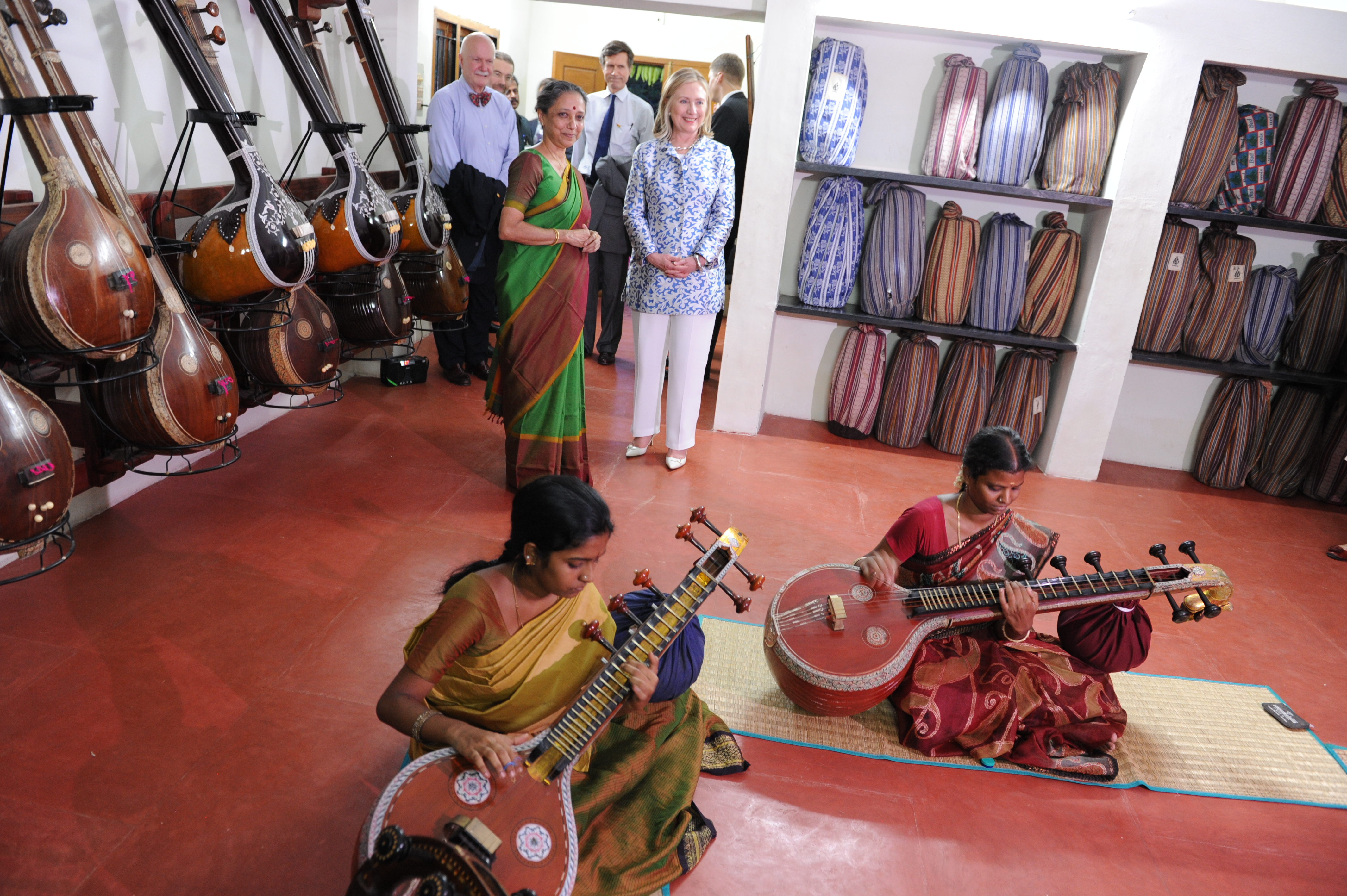
Die amerikanische Außenministerin Hillary Clinton besucht die Kalakshetra Foundation (2011).

Die Kalakshetra Foundation ist eine indische Kulturakademie für die Erhaltung der traditionellen indischen Kunst, insbesondere Musik und Tanz.
Das Wort Kalakshetra setzt sich aus den Sanskrit-Wörtern Kala für Kunst und Kshetra für Feld, Platz oder Ort zusammen, kann also mit „Ort der Kunst“ übersetzt werden. Die Organisation wurde von Rukmini Devi Arundale und George Arundale, zwei Theosophen, am 6. Januar 1936 auf dem Gelände der Theosophischen Gesellschaft Adyar (Adyar-TG) in Adyar gegründet. Anfangs nannte sich die Organisation The International Academy of Arts, erst später etablierte sich der Name Kalakshetra, woraus dann schließlich die Kalakshetra Foundation (KF) entstand.
Die Hauptfigur und Präsidentin der KF war Rukmini Devi Arundale, welche den klassischen indischen Tanz Bharata Natyam weiterentwickelte, dadurch wiederbelebte und für eine breite Öffentlichkeit attraktiv machte. Damit revolutionierte sie die indische Tanzszene. Von einer anfänglichen Tanzschule ausgehend, wuchs das Ganze zu einem Kunst- und Kulturzentrum von nationalem Interesse. 1962/63 übersiedelte die KF nach Tiruvanmiyur, einem Stadtteil von Chennai, wo sie sich heute noch befindet.
Organisatorisch ist die KF aufgegliedert in:
- Rukmini Devi College of Fine Arts – Die eigentliche Kunstakademie, an der u. a. Musik, Tanz, Malerei und künstlerische Fertigkeiten unterrichtet werden.
- Besant Cultural Centre Hostel – Das Internat für die Schüler und Studenten mit Hausmüttern und Lehrpersonal.
- Craft Education and Research Centre – Eine Spinnerei, Weberei, Färberei, Druckerei und Näherei für die Herstellung von, meist künstlerisch wertvollen, Kleidungsstücken, wie zum Beispiel Saris. Hier werden auch, oft nach antiken Vorbildern, die Kostüme für die Tanzaufführungen geschneidert.
- Besant Arundale Senior Secondary School – Wurde im Juni 1973 als weiterführende Schule eingerichtet.
- Besant Theosophical High School – Eine klassische Universität, um neben dem Kunststudium einen akademischen Grad erwerben zu können.

Obwohl die KF mehr als 25 Jahre unter dem direkten Einfluss der Adyar-TG stand und die Gründerin und Präsidentin Rukmini Devi Arundale Theosophin war, spielen theosophische Themen heute keine Rolle mehr, obwohl nach wie vor ein besonderes Naheverhältnis zur Theosophie besteht. Dies wird alleine schon durch die Namensgebung der einzelnen Schulen deutlich, zum Beispiel zu Ehren von Annie Besant, einer früheren Präsidentin der Adyar-TG. Der Lehrkörper orientiert sich an der Pädagogik von Maria Montessori, welche von 1939 bis 1949 u. a. auch für die KF tätig war. Im Kalakshetra Foundation Act 1993 stellte das indische Parlament fest, dass die KF eine „Institution von nationaler Bedeutung“ darstelle. Heute (2006) zählt die KF zu den besten und anerkanntesten Institutionen für indischen Tanz und Musik.